# Зграда Управе јавних прихода у Лозници
Зграда Управе јавних прихода у Лозници је грађевина која је саграђена почетком 20. века. С обзиром да представља значајну историјску грађевину, проглашена је непокретним културним добром Републике Србије. Налази се у Лозници, под заштитом је Завода за заштиту споменика културе Ваљево.

## Историја
Зграда Управе јавних прихода у Лозници се налази у центру града, у чаршији у којој се крајем 19. века концентрисала управа Јадарског среза у оквиру Подрињског округа и где су се одвијале трговина и занатство. Под утицајем историјских и културних прилика, посебно модернизацијских процеса које је иницирала држава и приватни инвеститори, Лозница је постепено прерастала из касабе у модерну варош. Ови процеси су утицали да се убрза урбанизација, односно градитељство. Ова једноспратна кућа, основе у облику ћириличног слова Г спада у најстарија сачувана репрезентативна стамбено-пословна здања у Лозници. Пред Први светски рат трговац Радиша Митровић је држао велетрговину у приземљу, а спратни део је користио за становање. У обради декорације је наглашен геометризам и сведене, једноставне фасадне површине. Улична фасада је подељена кордонским венцем на две зоне. Зидно платно приземља плитким хоризонталним канелурама је издељено на траке. Све површине изнад и око прозора су украшене тракама геометријским мотивима. Испод и изнад прозора су изведена плитко профилисана правоугаона поља. Рељефне декоративне елементе истиче полихромија фасаде показујући степен развоја и успона модерне грађанске средине. Данас зграду користе службе општине Лозница и државне управе. У централни регистар је уписана 21. јануара 2015. под бројем СК 2170, а у регистар Завода за заштиту споменика културе Ваљево 26. децембра 2014. под бројем СК 213.